# Michèle Lituac
Michèle Lituac (Aix-en-Provence, 17 agosto 1957) è un'attrice, doppiatrice e direttrice del doppiaggio francese.

## Filmografia

### Cinema
- Ragione di stato (La Raison d'État) - regia di André Cayatte (1978)
- Vas-y maman - regia di Nicole de Buron (1978)
- Chiaro di donna  (Clair de femme)  - regia di Costa-Gavras (1979)
- Les hommes préfèrent les grosses - regia di Jean-Marie Poiré (1981)
- Mommy - regia di Xavier Dolan (2014)

### Televisione
- La Vie des autres - serie TV (1980)
- Van Loc : un grand flic de Marseille (1993) - serie TV (1993)
- Les Invisibles - serie TV (2019)
- Épidémie - serie TV (2020)

## Doppiaggio

### Film d'animazione
- Barbie e Clara in Barbie e lo schiaccianoci (2001)
- Vari in Digimon - Il film (2001)
- Barbie in Barbie Raperonzolo (2002)
- Tina in Chicken Little - Amici per le penne (2005)
- Colette in Ratatouille (2007)
- Vipera in Kung Fu Panda,Kung Fu Panda 2,Kung Fu Panda 3 (2007,2011,2016)
- Mamma natale in Il figlio di Babbo Natale (2011)
- Maude in Ribelle - The Brave (2012)
- Elisabetta II del Regno Unito in Minions (2015)

### Serie d'animazione
- Lisa Hayes in Fortezza superdimensionale Macross (1982-1983)
- Sissi in La principessa sissi (1997-1998)
- Mimi Tachikawa e Gatomon in Digimon Adventure (1999-2003)
- Sandy Cheeks, Karen, Signora Puff, Mamma di Spongebob in SpongeBob (1999-2007)
- Wormeramer in Supernoobs (2015-2019)

### Videogiochi
- Aérie in Baldur's Gate II: Shadows of Amn (2000)
- Lisa in Far Cry 3 (2012)

## Direzione del doppiaggio
- Le sorelle McLeod (2001-2009)
- Curioso come George (2006)
- WALL•E (2008)
- Curioso come George 2 - Missione Kayla (2009)
- Being Erica (2009-2011)
- Mon fils a disparu (2011)
- Il piccolo yeti (2019)